# Ilia Korol
Ilia Korol (* 1969 in Kiew, damals UdSSR, heute Ukraine) ist ein österreichischer Violinist ukrainischer Herkunft.

## Biographie
Der in Kiew geborene Geiger und Dirigent ist ein international gefragter Spezialist auf dem Gebiet der Alten Musik und ihrer Aufführungspraxis. Ilia Korol studierte am Moskauer Konservatorium College und später am Moskauer Konservatorium selbst. Abram Stern, Gelya Dubrova und Marina Iashvili waren seine Professoren. Seit 1997 lebt er in Österreich, wo ihm im Jahr 2001 die Staatsbürgerschaft für seine musikalischen Leistungen verliehen wurde.
Er spielte u. a. beim Orchester Musica Antiqua Köln, mit dem er 2006 als „guest leader“ auf einer USA-Tournee war, die ihn u. a. in die Carnegie Hall New York, die Disney Hall Los Angeles, nach Berkeley, Santa Barbara und Santa Monica führte. Ilia Korol ist Konzertmeister verschiedener Orchester: der Wiener Akademie, von Musica Angelica L.A. (USA), des Bach-Ensembles von Joshua Rifkin und des spanischen Barockorchesters RCOC. Außerdem ist er Ensemblemitglied von Ars Antiqua Austria und des Clemencic Consorts.
Im Jahr 2003 gründete Ilia Korol zusammen mit Julia Moretti das Kammerorchester moderntimes_1800, das er u. a. bei der RuhrTriennale, den Salzburger Festspielen, im Theater an der Wien, im Wiener Konzerthaus, beim Rheingau Musik Festival, bei den Innsbrucker Festwochen der Alten Musik, den Wiener Festwochen, dem Festival de La Chaise-Dieu und den Händel-Festspielen Halle leitete.
Zahlreiche CD-Aufnahmen bezeugen seine rege kammermusikalische Tätigkeit. Seine letzten CD-Veröffentlichungen auf diesem Gebiet sind die erste Aufnahme von Brahms’ Violinsonaten auf historischen Instrumenten mit Natalia Grigorieva (CD des Monats und des Jahres von music web international). Der Weltersteinspielung der Violinsonaten von George Onslow mit Norbert Zeilberger wurde ein Diapason d’or verliehen. Auch die 2008 erschienene CD Sinfonias from the Enlightenment mit moderntimes_1800 wurde mit einem Diapason d’or ausgezeichnet.
Als Lehrer gibt und gab Ilia Korol seit Jahren zahlreiche Meisterkurse u. a. an der Hochschule für Musik und darstellende Kunst in Wien, am Konservatorium Moskau, an der Musikhochschule Belgrad, bei der Austria Barockakademie Gmunden, bei den Innsbrucker Festwochen und an der University of California, Los Angeles. Von 2008 bis 2010 war Ilia Korol Lehrbeauftragter beim Unterrichtslehrgang Alte Musik am Mozarteum, Expositur Innsbruck. Einige seiner Schüler sind mittlerweile international gefragte Künstler.